# 1658 a tudományban
Az 1658. év a tudományban és a technikában.

## Születések
- március 5. – Antoine Laumet  felfedező († 1730)